# Cargados Carajos
Ławica Cargados Carajos, znana także jako Saint Brandon Rocks lub Saint Brendan’s – grupa ok. 21 wysp i wysepek, wchodzących w skład archipelagu Maskarenów, położonych na północny wschód od Mauritiusa, bogata we florę i faunę. Brak stałej ludności.

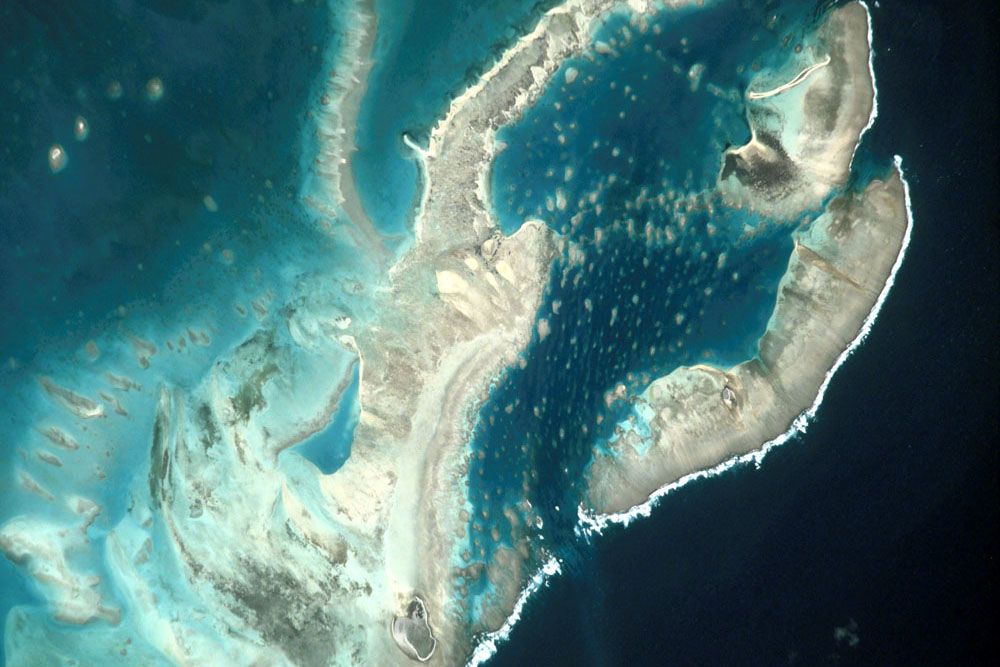
Zdjęcie centralnej części z Międzynarodowej Stacji Kosmicznej (w czasie odpływu)

Cargados Carajos są terytorium zależnym Mauritiusa i są administrowane bezpośrednio przez Port Louis.
Nazwa Saint Brandon nawiązuje do św. Brendana Żeglarza.

## Geografia
Powierzchnia: 3,3 km², powierzchnia rafy: 190 km², głębia oceanu w pobliżu: 4000 m, odległość do najbliższej wyspy: 500 km, odległość od Afryki: 1900 km, klimat: monsunowy, tropikalny.
Wyspy archipelagu:
- Albatross Island – 16°19′00″S 59°36′00″E/-16,316667 59,600000 – 1,01 km²
- Îlot du Nord (North Island) – 16°19′00″S 59°39′00″E/-16,316667 59,650000
- Île Raphael – 16°27′00″S 59°37′00″E/-16,450000 59,616667
- Îlot Siren – 16°28′00″S 59°34′00″E/-16,466667 59,566667
- Île Tortue – 16°28′00″S 59°41′00″E/-16,466667 59,683333 – 0,13 km²
- Pearl Islet (Île Perle) – 16°31′00″S 59°32′00″E/-16,516667 59,533333
- Île du Sud – 16°32′00″S 59°32′00″E/-16,533333 59,533333
- Avocare Island (Avoquer) – 16°35′00″S 59°40′00″E/-16,583333 59,666667 – 0,02 km²
- Mapare Islet – 16°35′00″S 59°41′00″E/-16,583333 59,683333 – 0,4 km²
- Frigate Islet (Île Frégate) – 16°37′00″S 59°31′00″E/-16,616667 59,516667
- Îlote du Paul – 16°37′00″S 59°33′00″E/-16,616667 59,550000
- Baleine Rocks – 16°41′00″S 59°30′00″E/-16,683333 59,500000
- Île Veronge (Verronge) – 16°41′00″S 59°37′00″E/-16,683333 59,616667
- Veronge Ilot – 16°42′00″S 59°38′00″E/-16,700000 59,633333
- Palm Islet – 16°45′00″S 59°35′00″E/-16,750000 59,583333
- Coco Island (île aux Cocos) – 16°50′00″S 59°30′00″E/-16,833333 59,500000 – 0,5 km²
- Grande Capitane – 16°40′00″S 59°50′00″E/-16,666667 59,833333
- Petite Capitane – 16°36′00″S 59°34′00″E/-16,600000 59,566667
- Puits A Eau – 16°39′00″S 59°34′00″E/-16,650000 59,566667
- Île Poulailer – 16°44′00″S 59°46′00″E/-16,733333 59,766667
- Chaloupe – 16°49′00″S 59°50′00″E/-16,816667 59,833333
- Courson – 16°48′00″S 59°30′00″E/-16,800000 59,500000